# 手原紳
手原 紳（てはら しん、1993年4月14日 - ）は、日本の元男子バレーボール選手、指導者である。

## 来歴
滋賀県愛知郡愛荘町出身。小学3年生のときに、友達に誘われたのがきっかけでバレーボールを始める。
近江高等学校、龍谷大学を経て、2015年、V・プレミアリーグ（当時のVリーグ1部リーグ）に所属するFC東京に内定し、内定選手として、2015-16シーズンのリーグ戦にも出場した。
2022年6月、FC東京のチーム譲渡により誕生したプロクラブ・東京グレートベアーズに全体移籍。
2023年、グレートベアーズのコーチ兼選手に就任した。
2024年6月、選手契約の継続が発表されたが、SVリーグの規約でコーチの選手登録が不可能となったため、2024-25シーズンは選手登録外となっている。
2025年3月、2024-25シーズン限りでの現役引退が発表された。引退後もコーチとしてチームに携わる。

## 所属チーム
- 近江高等学校（2009-2012年）
- 龍谷大学 （2012-2016年）
- FC東京（2016-2022年）
- 東京グレートベアーズ（2022-2025年）